# 乌力吉木仁苏木

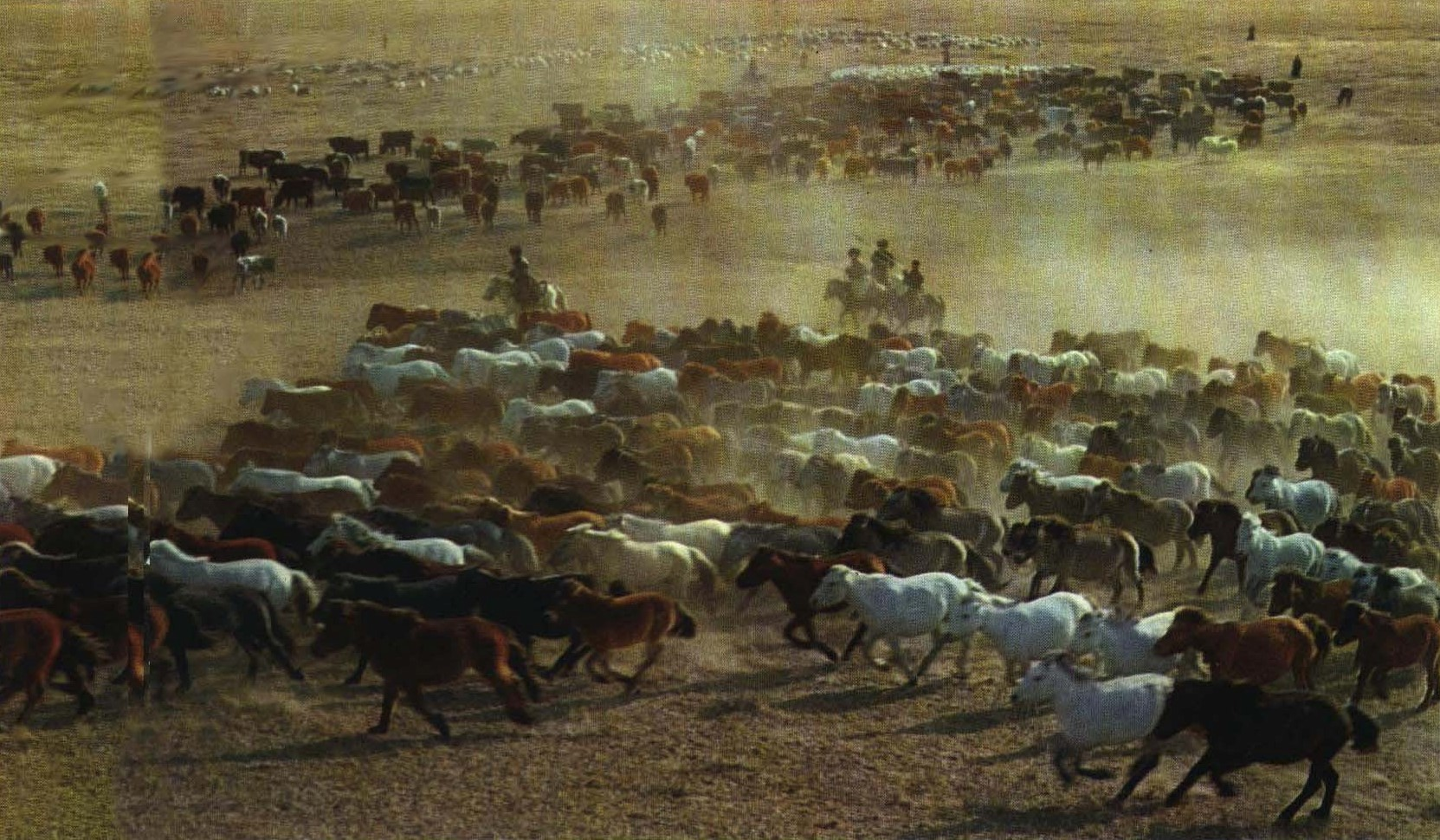
1965年乌力吉木仁苏木马队

乌力吉木仁苏木，是中华人民共和国内蒙古自治区通辽市扎鲁特旗下辖的一个乡镇级行政单位。

## 行政区划
乌力吉木仁苏木下辖以下地区：
巴彦图门嘎查、宝力皋嘎查、查干淖尔嘎查、哈日毛都嘎查、特斯格村、伊顺毛都嘎查、召日格村、苏布日根塔拉嘎查、满都呼嘎查、雁台山村、满都呼林场和红旗渔场。